# Gebet des Apostels Paulus (NHC)
Das Gebet des Apostels Paulus (lat.: Precatio Pauli, kurz: PrecPl) ist der erste Text auf dem „Codex Jung“ (Codex I) der Nag-Hammadi-Schriften (NHC). Sie scheint dem Codex vorangestellt worden zu sein, nachdem die längeren Abhandlungen abgeschrieben worden waren. Während der Text – wie der ganze Rest des Codex – in koptischer Sprache verfasst ist, trägt er einen griechischen Titel. Von der Handschrift fehlen ungefähr zwei Zeilen am Textanfang.
Der ursprünglich griechisch abgefasste Text ist eindeutig pseudepigraph, d. h., er wurde nicht vom Apostel Paulus geschrieben. Denn er zeigt gnostischen Einfluss, den man in den Paulusbriefen nicht findet. Viele Fachleute bezeichnen es als ein valentinianisches Werk aufgrund charakteristischer Wendungen, wie z. B.  dem „psychischen Gott“. Dies spricht für eine Entstehung zwischen 150 und 300 n. Chr.  Es finden sich Parallelen zu vielen anderen Texten, die teilweise als Quellen gedient haben könnten, u. a. dem Corpus Hermeticum, den Drei Stelen des Seth, dem Philippusevangelium und zu den echten Paulusbriefen. 